# Atlantoraja cyclophora
Atlantoraja cyclophora es una especie de pez rajiforme de la familia Rajidae.

## Morfología
Los machos pueden llegar a alcanzar los 74 cm de longitud total y las hembras 36.2.

## Reproducción
Es ovíparo y las hembras ponen huevos envueltos en una cápsula córnea.

## Hábitat
Es un pez marino y de Clima tropical (20°S-40°S, 60°W-40°W) y demersal que vive hasta los 150 m de profundidad.

## Distribución geográfica
Se encuentra en el Océano Atlántico occidental: desde Cabo Frío (el Brasil)

## Observaciones
Es inofensivo para los humanos. 